# ميشيل كورتنس
ميشيل كورتنس (ولدت في 3 أغسطس 1981) مغنية هولندية، عرفت فنياً باسم ميشيل، عن أدائها في مسابقة الأغنية الأوروبية 2001.